# Konsumzentrale
Die Konsumzentrale ist ein Bauwerk des Expressionismus in der Industriestraße 85–95 im Leipziger Stadtteil Plagwitz am Stadtteilpark Plagwitz. Je nach Klassifizierung wird sie auch dem Backsteinexpressionismus oder der Neuen Sachlichkeit zugerechnet. Sie wurde vom Architekten Fritz Höger (1877–1949) geplant.

## Beschreibung
Die Konsumzentrale ist ein Klinkerbau, bei dem Höger die maritime Anmutung des ebenfalls von ihm errichteten Chilehauses aufgreift. Die stromlinienförmigen, an den Schiffbau erinnernden Formen und die sogenannten Schüsselglasscheiben sollen Modernität und Dynamik ausdrücken.
In der Innengestaltung wird dieser Charakter durch Farbe und Gestaltung der Wandfliesen und das schiffstreppenartige Treppenhaus aufgegriffen.

## Geschichte

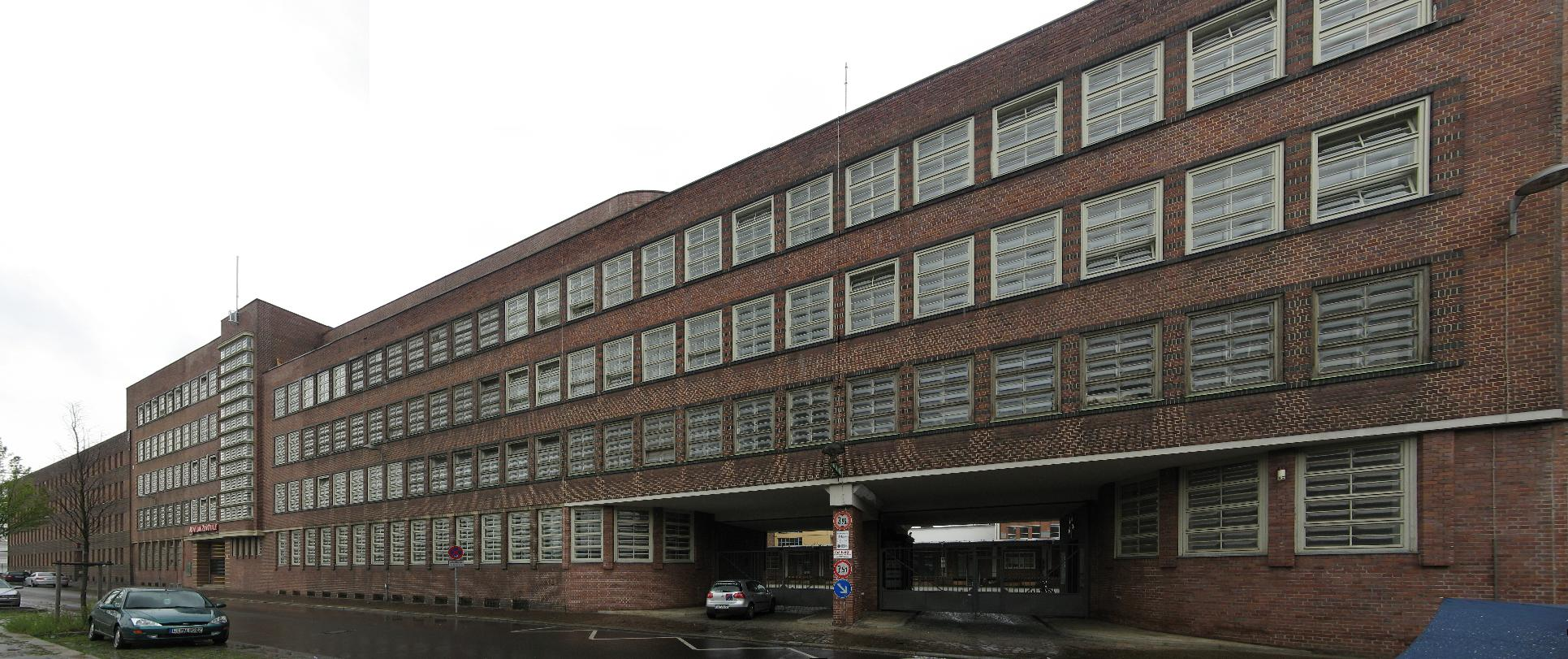
Konsumzentrale in Leipzig, 1929–1932

Fritz Höger erbaute die Konsumzentrale als eines seiner späteren Werke von 1929 bis 1932 für die Konsumgenossenschaft Leipzig eG. Das Gebäude ist bis heute Sitz der Genossenschaft. Den Nationalsozialismus, den Zweiten Weltkrieg und die DDR überlebte der ungewöhnliche Bau nahezu unbeschädigt.
Als Teil des EXPO-Projektes Plagwitz auf dem Weg ins 21. Jahrhundert wurde das Gebäude umfangreich restauriert und ist heute Ziel von Architekturführungen durch Plagwitz.
Seit 2022 wird der Gebäudekomplex von der MIB AG revitalisiert und zu einem Kreativcampus mit über 33.000 m² Mietfläche weiterentwickelt. In diesem Kontext wurde 2023 auch ein fünfgeschossiger Neubau mit über 500 Fenstern errichtet und das historische Lagergebäude aufgestockt. Das Projekt soll 2026 abgeschlossen sein.

## Trivia
Die Konsumzentrale war Drehort des Tatort aus Leipzig. Sie diente als Kulisse für das fiktive Polizeipräsidium.